# 1826 dans le catholicisme
Chronologie du catholicisme
- 1822
- 1823
- 1824
- 1825
- 1826
- 1827
- 1828
- 1829
- 1830

Cet article présente les faits marquants de l'année 1826 dans le catholicisme.

## Naissances
- 11 juin : Amand-Joseph Fava, prélat français, évêque de Grenoble († 17 octobre 1899)
- 30 septembre : Gaetano Aloisi Masella, cardinal italien de la Curie, précédemment diplomate du Saint-Siège et archevêque titulaire de Néocésarée-du-Pont (de) († 22 novembre 1902)
- 12 octobre : Édouard Dubar, prélat jésuite et missionnaire français, vicaire apostolique du Sud-Est de Tché-Li et évêque titulaire de Canatha (de) († 1er juillet 1878)

## Décès
- 11 mai : Stanislao Sanseverino, cardinal italien de la Curie (° 13 juillet 1764)
- 9 novembre : Fabrizio Turriozzi, cardinal italien de la Curie (° 16 novembre 1755)
- 3 décembre : Dionisio Bardaxí y Azara, cardinal espagnol de la Curie (° 7 octobre 1760)